# Terremoto de Aceh de 2016
El terremoto de Aceh de 2016 fue un movimiento sísmico de magnitud 6.5 Mw ocurrido a las 05:03:32 UTC+7 del 7 de diciembre de 2016 (22:03 UTC del 6 de diciembre), con epicentro a 19 km al Sureste de Sigli, Provincia de Aceh, isla de Sumatra, Indonesia. El sismo tuvo una profundidad de 8.2 km y alcanzó una intensidad máxima de VIII Mercalli (Severo).
Hasta el momento se han reportado 100 personas fallecidas, 1273 heridos y 254 edificios destruidos.

## Terremoto
El terremoto ocurrió a las 05:03 horas mientras muchas personas todavía estaban durmiendo o preparándose para la oración de la mañana. Cientos de personas entraron en pánico y corrieron a través de las calles cuando el terremoto los golpeó, los testigos declararon que la mayoría de la gente estaba llorando y gritando, recordando el terremoto masivo en 2004. Muchos manifestaron que la sacudida fue similar al destructor terremoto nombrado anteriormente. Cientos de personas fueron evacuadas a tierras más altas, temiendo que ocurriera un tsunami.
A pesar de que el terremoto fue categorizado como un sismo poco profundo, la Agencia de Indonesia para Meteorología, Climatología y Geofísica declaró que no había posibilidad de tsunami. El temblor se sintió fuertemente en Pidie y Pidie Jaya Regency, teniendo una duración aproximada entre 10 a 15 s. El terremoto se pudo sentir en toda la región de Aceh.
El diputado de Prevención y Alerta de la Junta Nacional de Indonesia para la Gestión de Desastres, Wisnu Widjaja, declaró que la energía que había sido liberada por el terremoto era equivalente a la liberada en el bombardeo nuclear de Hiroshima en 1945. El Jefe de la Oficina de Geología, Ego Syahrial, declaró que Pidie Jaya Regency fue incluida como una de las ciudades más propensas a terremotos en Aceh y se localizó en la zona roja.

## Impacto
En las horas iniciales después del terremoto, se informó que las estructuras a lo largo de Aceh habían sido severamente dañadas. La cúpula de la mezquita de Samalanga, la mezquita central de Pidie, se habían derrumbado. Los cortes de energía masivos ocurrieron a lo largo de Pidie y Pidie Jaya mientras que los postes de teléfono y los postes eléctricos cayeron. Varias casas se derrumbaron durante el terremoto. Las carreteras también fueron dañadas. Los datos preliminares informaban que 14 estructuras se habían derrumbado durante el terremoto, incluyendo un minimercado en Pidie. Fotos de casas destruidas y edificios fueron distribuidos en las redes sociales. La Junta Nacional de Indonesia para la Gestión de Desastres declaró posteriormente que muchas estructuras resultaron dañadas, de las cuales 25 sufrieron daños considerables. Información detallada reveló que 72 tiendas se habían derrumbado, 15 casas habían sido destruidas, 1 centro comercial había colapsado, 5 mezquitas parecían destruidas y una escuela islámica también se había derrumbado. Se informó que decenas de estudiantes islámicos fueron atrapados bajo una escuela islámica en la regencia de Bireun. Informes posteriores revelaron que 249 estructuras habían sido dañadas en el terremoto, incluyendo 14 mezquitas y un hospital.
Por lo menos 25 réplicas siguieron el choque principal en Aceh, con el más grande que mide 4.8 Mw. El poder del terremoto también fue revisado por la Agencia Indonesia para la Meteorología, Climatología y Geofísica de 6,4 Mw a 6,5 Mw.
El regente de Pidie, Jaya Aiyub Ben Abbas, declaró que aproximadamente el 30 % de la zona de Pidie Jaya se vio gravemente afectada por el terremoto y también dijo que viajará de regreso a Pidie Jaya después de su visita a Istana Negara.

## Búsqueda y rescate
Los servicios de emergencia se vieron abrumados en las secuelas del terremoto. Al menos 30 personas, incluidos algunos niños, fueron internados en el hospital más cercano por fracturas óseas. Los equipos de búsqueda y rescate fueron inmediatamente montados y desplegados en la escena, incluido el Equipo de Identificación de Víctimas de Desastres (DVI). Se establecieron centros de coordinación en la zona más afectada. La Volcanología indonesia y la Mitigación de Desastres Geológicos fueron enviados a la zona afectada por el terremoto. El Ministerio de Energía y Recursos Humanos también fue enviado a la zona de desastre. Según se informa, una persona murió debido a la caída de escombros. Más operaciones de búsqueda y rescate descubrieron más muertes en Pidie Jaya. El vice-regente de Pidie Jaya Regency, Said Mulyadi, declaró que al menos 18 personas murieron en el terremoto, con decenas atrapadas bajo escombros. El número de lesionados fue aumentado a 500 con su tratamiento limitado a las calles como tratar a los pacientes en el interior estaba prohibido por temor a las réplicas. Como los hospitales locales fueron abrumados, más supervivientes fueron transportados a otros hospitales principales, incluyendo el Hospital Pidie Jaya y el Hospital Chik Di Tiro. Las personas gravemente heridas fueron transportadas por helicópteros a Banda Aceh, la capital de la provincia.
El presidente indonesio Joko Widodo ordenó que el jefe de la Presidencia, Teten Masduki, viajara a Aceh en respuesta al terremoto. Más tarde agregó que todas las autoridades fueron ordenadas de manera similar. El Gobierno indonesio establecerá tiendas de campaña, refugios y campamentos para los supervivientes del terremoto. La Compañía Estatal de Electricidad (Perusahaan Listrik Negara) desplegó a 20 personas en la zona de desastre para verificar las condiciones eléctricas en la zona. La Agencia Nacional de Búsqueda y Rescate desplegó "fuerzas especiales" en respuesta al terremoto, compuesto de 2 equipos, cada equipo estaba formado por 20 personas. La Cruz Roja Indonesia envió 500 kits de la familia, kit de 500 higiene, 1000 mantas, 1000 alfombras y 200 bolsas de cuerpo. Además, 2 ambulancias también fueron enviados por la Cruz Roja de Indonesia. Equipo de búsqueda y rescate en Medan, en el norte de Sumatra, también había enviado dos equipos a Aceh para ayudar a los equipos de rescate.
El gobernador en funciones de Aceh Soedarmo ordenó a todos los casos que se dirigieran a la zona más afectada y declaró que los equipos pesados y las medicinas eran la primera prioridad. El Ministerio de Obras Públicas también envió personal a Aceh, incluido su director general. El ministro social Khofifah Indar Parawansa viajará a Aceh para ayudar a los supervivientes. El ministerio había desplegado Taruna Siaga Bencana en respuesta al terremoto. Khofifah declaró entonces que se había establecido un centro de evacuación y un centro de refugiados en las zonas afectadas por el terremoto y que el Ministerio desplegará 33 000 voluntarios. La Armada indonesia envió un buque a Aceh para su despliegue logístico.
El gobierno de Aceh declaró posteriormente un estado de emergencia durante 14 días en respuesta al terremoto, ya que el gobierno necesitaba ayuda inmediata del gobierno central en Yakarta. Jefe de la Policía Regional de Aceh, Río S Djambak, declaró que la zona más afectada de Pidie Jaya estaba en Ulee Glee y Meureudu, con 23 muertes confirmadas en la zona. Los voluntarios en Aceh declararon que los casos médicos de Pidie Jaya fueron abrumados debido a la carencia de fuerzas médicas en la ciudad, que causó a heridos ser ignorados.
El mediodía del 7 de diciembre de 2016, el número de muertos fue revisado por las autoridades indonesias a 45, de acuerdo con el Jefe de la Instancia de Salud de Pidie Jaya, más tarde pasó a 49. El Consejo Nacional para la Gestión de Desastres de Indonesia envió a Pidie Jaya a Pidie, que constaba del Ejército Nacional de Indonesia y Tagana de Pidie Regency, unos 740 efectivos. Fue revisado de nuevo a 52, cuando los rescatistas recuperaron más cuerpos bajo los escombros. La mayoría de los muertos eran residentes en Pidie Jaya Regency. El número de muertos aumentó a 54 cuando se registraron 2 muertes adicionales en la Regencia de Bireuën. En la tarde del 7 de diciembre, el número de muertos saltó a 92, mientras que el oficial del ejército había dicho a Metro TV que 97 personas murieron en el terremoto. En la noche, el número de muertos fue revisado a 97.
Las autoridades de Indonesia confirmaron que 73 personas resultaron gravemente heridas en el incidente. Al menos 80 personas en condiciones críticas fueron transportadas al Hospital de Bireun mientras los hospitales de Pidie y Pidie Jaya estaban abrumados. 38 médicos fueron puestos en espera. El hospital no tenía una unidad de cuidados intensivos, por lo que el tratamiento solo se podía hacer al aire libre con tiendas de campaña. Los funcionarios del hospital más tarde declararon que solo acepta lesiones graves, mientras que las personas con lesiones cortadas fueron denegadas para tratamientos por el hospital.
La ministra social Khofifah Indar Parawanasa había enviado varias donaciones y asistencia del Almacenamiento Central y Regional de Sumatra a las víctimas. Sobre la base de las declaraciones oficiales del ministerio, había enviado 40 unidades de tiendas familiares, 3000 unidades de esteras, 1200 tiendas de campaña, 15 tiendas multifuncionales, 2 tiendas psicosociales y 2000 mantas. El ministerio también envió 250 kits familiares, 150 artículos infantiles y 121 000 cajas de fideos instantáneos. Todos ellos valen un total de Rp 1 707 879 560 y estaba programado para llegar a Pidie Jaya el 9 de diciembre. Las ayudas recibidas por los sobrevivientes el 7 de diciembre procedían de la Oficina Social en Pidie Jaya, con un valor de 389 010 696 rupias.
La Junta Regional de Manejo de Desastres de Yogyakarta envió varios equipos de búsqueda y rescate para ayudar al proceso de evacuación en Pidie Jaya, que constaba de 7 personas. La Policía Regional de Sumatra del Norte también envió a varios de sus miembros al lugar del desastre. El ejército indonesio desplegó 1000 personas a Aceh. Planearon enviar a 80 personas a Aceh.

## Secuelas
Inmediatamente después del terremoto, el #PrayForAceh se volvió viral en Twitter, con la mayoría de la gente ofreciendo condolencias y oraciones a las víctimas del terremoto. Rumah Lembang, una casa de campaña para Basuki Tjahaja Purnama y Djarot Saiful Hidayat que competían para la elección del gobernador de Yakarta en 2017, celebraron un minuto de silencio para honrar a las víctimas. El Presidente de Indonesia Joko Widodo y el vicepresidente Jusuf Kalla realizaron una reunión de emergencia después del terremoto. Joko Widodo, junto con Basuki Tjahaja Purnama, el jefe del Consejo Regional de Representantes del Pueblo, Mohammad Saleh, y el jefe de la Asamblea Consultiva Popular, Zulkifli Hasan, enviaron condolencias a las víctimas del terremoto. Anies Baswedan, que compite por las elecciones para gobernador de 2017, también envió sus sinceras condolencias a las víctimas y pidió a los indonesios que se unieran y ayudaran a las víctimas en Pidie.
Muchos organismos islámicos y partidos políticos abrieron programas de caridad y programas de solidaridad para las víctimas del terremoto. El Consejo de Administración Central acordó abrir un centro de crisis para las personas afectadas por el terremoto en Pidie Jaya. Ambulancias, medicamentos y médicos fueron enviados para ayudar a las víctimas. El Partido de la Justicia Próspera (Bahasa Indonesia: Partai Keadilan Sejahtera) envió sus sinceras condolencias y emitió un programa de solidaridad para las víctimas. El partido también estableció un centro de crisis en la zona del desastre. El Jefe del Consejo Representativo del Pueblo, Setya Novanto, envió sus condolencias a las víctimas y pidió a sus compañeros de trabajo y representantes que ayuden a las víctimas. El expresidente indonesio Susilo Bambang Yudhoyono envió su más profunda condolencia a las víctimas y también pidió a sus colegas políticos en el Partido Demócrata que ayuden a Aceh. El partido ha coordinado con la Junta Nacional Indonesia para la Gestión de Desastres y el gigante indonesio de las telecomunicaciones Indosat Ooredoo. Los funcionarios también han declarado que se están coordinando con el Foro del Consejo Legislativo de Estudiantes de Indonesia. La empresa indonesia de telecomunicaciones Telkomsel ofreció servicios de llamadas gratuitas y servicios telefónicos en Meurudu y Ulee Glee y declaró que están coordinando con el gobierno local para ayudar a las víctimas. El Frente de Defensores Islámicos abrió un centro de crisis en Aceh y envió a sus voluntarios para ayudar. Muhammadiyah también se unió al programa de solidaridad. La base naval en Belawan tenía un barco en espera para ayudar a las víctimas del terremoto. La nave, KRI Sibolga, está en espera para ayudar a los voluntarios y trabajadores sociales a lidiar con las secuelas del terremoto.
Varios artistas y periodistas indonesios realizaron movimientos de solidaridad para las víctimas. El cantante indonesio Tompi, que nació en Aceh, abrió una línea de caridad para las víctimas. Raisa, una famosa cantante indonesia, envió sus condolencias a las víctimas, junto con Haruka Nakagawa, de JKT48. Un mensaje de condolencia también fue enviado por Vidi Aldiano.
El alcalde de Surabaya Tri Rismaharini ofreció asistencia médica para ayudar al proceso de evacuación en Pidie Jaya. Ella inmediatamente delegó a su asistente para coordinar entre su gobierno y el gobierno de Aceh. También enviará a Aceh algunos fondos y efectivo al Centro Nacional de Mitigación de Desastres en Aceh. Durante una conferencia de prensa, Jusuf Kalla confirmó que el presidente Joko Widodo visitará la zona del desastre después de una visita de estado en Bali. Jusuf Kalla también envió condolencias a las víctimas.
El ministro social Khofifah Indar Parawansa declaró que los familiares de las víctimas del desastre recibirán pagos del dinero del ministerio. Si una persona fue asesinada a los familiares se le dará Rp. 15 000 000 por persona, y Rp. 5 000 000 cada uno si una persona fue herida gravemente. Ella más tarde envió su más profunda simpatía a las víctimas y ofreció "su mejor desempeño" para ayudar a las víctimas afectadas por el terremoto.